# Castelo Noltland

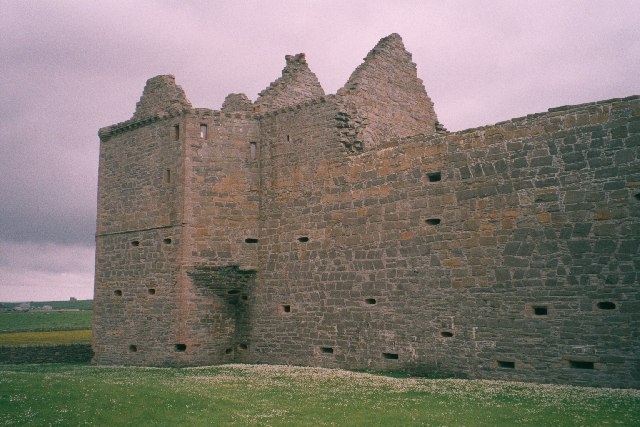
Castelo Noltland, Escócia

O Castelo Noltland (em inglês:  Noltland Castle) é um castelo do século XVI atualmente em ruínas localizado em Westray, Órcades, Escócia.

## História
W. Douglas Simpson crê que o castelo foi fundado por Gilbert Balfour de Westray e na sua opinião, grande parte do trabalho foi efetuado entre 1560 e 1572, mas nunca foi completo.
Foram descobertos alguns esqueletos nas escavações efetuadas em 1873 e 1874, tendo sido referido no jornal The Orkney Herald.
Encontra-se classificado na categoria "A" do "listed building" desde 8 de dezembro de 1971.

## Estrutura
As ruínas são do final do século XVI, envolvidas num pátio adicionado no século XVII, no século XVIII foram incluídas outras estruturas.